# Veines intercostales antérieures
Les veines intercostales antérieures sont les veines qui drainent l'espace intercostal antérieur. Les 6 premières veines sont issues de la veine thoracique interne, tandis que les 6 autres viennent des veines musculo-phréniques.